# Позиционная оборона
Позиционная оборона — разновидность оборонительных действий, главной задачей которых является нанесение максимально возможного урона наступающему противнику в ходе долговременного и упорного удержания заранее подготовленного района местности или оборонительного рубежа.
Характерными особенностями позиционной обороны в современных условиях являются:
- развитая система оборонительных полос, позиций и рубежей, которая возводится на большую глубину на протяжённом фронте с максимальным использованием естественных особенностей местности,
- тщательная организация и подготовка войск к круговой обороне для отражения атак прорвавшихся бронетанковых группировок противника,
- эффективная система огня всех видов в сочетании с системой инженерных заграждений,
- сосредоточение значительной части имеющихся войск в составе первых эшелонов обороны и своевременный манёвр силами и средствами с неатакованных участков.

Переход к позиционной обороне применяется прежде всего там, где потеря контроля над территорией недопустима.

## Исторический очерк
В современном понимании этого явления позиционная оборона, опирающаяся на полевые оборонительные сооружения, была впервые использована в Крымской войне 1853—1856 годов. Для обороны Севастополя была возведена сплошная полоса обороны глубиной около 1000—1500 метров с позициями для артиллерийских огневых средств. Во времена обороны Порт-Артура 1904—1905 годов система траншей и ходов сообщения достигала глубины 2—3 км; в дополнение к этому имелся тыловой оборонительный рубеж.
Наиболее ярко выраженную форму позиционная оборона обрела в сражениях Первой мировой войны, когда все воюющие армии создавали опорные пункты, связанные сплошными линиями траншей с пулемётными огневыми точками. Сеть траншей дополняла система блиндажей и убежищ с противосколочными перекрытиями. Глубина таких оборонительных полос достигала 3—4 км; вслед за ними оборудовались тыловые и запасные позиции, а перед ними — выставлялись инженерные заграждения.
Во Вторую мировую войну позиционная оборона не утратила своё значение, хотя наступательные возможности войск повысились в связи с резким ростом боевых характеристик военной техники и появлением идеи прорыва. Полевой устав Красной Армии 1943 года регламентировал заблаговременное создание позиционной обороны как совокупность:
- полосы обеспечения глубиной 10—15 км,
- главной полосы обороны глубиной 5—6 км,
- второй полосы обороны в 10—15 км от переднего края обороны,
- третьей полосы в 10—15 км от переднего края второй полосы.

При этом рекомендовалось не пренебрегать использованием методов манёвренной обороны.
В послевоенное время вплоть до 1989 года отечественная военная наука не делила оборону на позиционную и манёвренную. В Советской военной энциклопедии термин позиционная оборона занесён в разряд исторических, однако он вернулся в уставы Сухопутных войск Российской Федерации, где между позиционными и манёвренными оборонительными действиями была проведена чёткая линия.